# Søren Wichmann
Søren Wichmann (født 1964 i København) er en dansk sprogforsker og filolog med speciale i mesoamerikanske sprog og epigrafik, som har modtaget stor anerkendelse for sin forskning og sine værker om især mayasprog, mixe-zoqueanske sprog og oto-mangeanske sprog. Han tildeltes i 1996 en Ph.d-grad fra Københavns Universitet for sin afhandling om det Azoyú-tlapanekanske sprog. Siden er han blevet Post. Doc. ved Max Planck Instituttet for evolutionær antropologi i Leipzig i Tyskland samt Universiteit Leiden i Holland og er desuden tilknyttet Universidad de Sonora i Mexico.